# Cumulonimbus incus
Cumulonimbus incus (em latim: incus, "bigorna"), também conhecido como uma nuvem-bigorna é uma cumulonimbus, que alcançou o nível da estratosfera e forma sua característica forma de bigorna em seu topo. Isso significa tempestade em desenvolvimento, procedendo o o estágio da cumulonimbus calvus. A cumulonimbus incus é uma sub-formação de cumulonimbus capillatus.

## Perigos
Uma cumulonimbus incus é uma nuvem de tempestade madura, gerando elementos perigosos.
- Relâmpago; esta nuvem de tempestade é capaz de produzir relâmpagos nuvem-terra.
- Granizo; granizos pode cair a partir dessa nuvem com um ambiente altamente instável (o que favorece uma mais vigorosa tempestade de corrente ascendente).
- Chuva pesada; esta nuvem pode ocasionar muitos centímetros de chuva em pouco tempo. Isto pode causar enchentes
- Rajadas de vento fortes; ventos fortes a partir de um downburst pode ocorrer sob esta nuvem.
- Tornados; em casos graves (muito comum em supercélulas), pode produzir tornados.

## Classificação
As nuvens cumulonimbus podem ser poderosas. Se as condições atmosféricas for favoráveis, elas podem se transformar em uma tempestade supercelular. Essa nuvem pode ser uma única célula de tempestade ou de uma célula em uma tempestade multicelular. Eles são capazes de produzir graves condições de tempestade para um curto período de tempo.